# Хонсно (гміна)
Гміна Хонсно (пол. Gmina Chąśno) — сільська гміна у центральній Польщі. Належить до Ловицького повіту Лодзинського воєводства.
Станом на 31 грудня 2011 у гміні проживало 3060 осіб.

## Площа
Згідно з даними за 2007 рік площа гміни становила 71.81 км², у тому числі:
- орні землі: 93.00%
- ліси: 1.00%

Таким чином, площа гміни становить 7.27% площі повіту.

## Населення
Станом на 31 грудня 2011:
| Опис     | Загалом | Загалом | Чоловіки | Чоловіки | Жінки | Жінки |
| -------- | ------- | ------- | -------- | -------- | ----- | ----- |
| одиниця  | осіб    | %       | осіб     | %        | осіб  | %     |
| все      | 3060    | 100     | 1519     | 49.64    | 1541  | 50.36 |
| міське   | 0       | 100     | 0        |          | 0     |       |
| сільське | 3060    | 100     | 1519     | 49.64    | 1541  | 50.36 |

## Сусідні гміни
Гміна Хонсно межує з такими гмінами: Здуни, Кернозя, Коцежев-Полудньови, Лович, Лович.